# Неленґово
Неленґово (пол. Nielęgowo, нім. Nielengowo) — село в Польщі, у гміні Косцян Косцянського повіту Великопольського воєводства.
Населення — 137 осіб (2011).
У 1975-1998 роках село належало до Лешненського воєводства.

## Демографія
Демографічна структура станом на 31 березня 2011 року:
|          | Загалом | Допрацездатний вік | Працездатний вік | Постпрацездатний вік |
| -------- | ------- | ------------------ | ---------------- | -------------------- |
| Чоловіки | 74      | 15                 | 56               | 3                    |
| Жінки    | 63      | 14                 | 39               | 10                   |
| Разом    | 137     | 29                 | 95               | 13                   |